# Adam Sowa
Adam Sowa (ur. 29 czerwca 1957 w Krakowie) – generał brygady Wojska Polskiego w rezerwie, doktor inżynier, ekspert w zakresie obronności, polityki zbrojeniowej, bezpieczeństwa narodowego oraz geostrategii, w latach 2008–2012 zastępca dyrektora wykonawczego Europejskiej Agencji Obrony.

## Życiorys
Ukończył Szkołę Podstawową nr 8 oraz I Liceum Ogólnokształcące im. Jana Długosza w Nowym Sączu. Jest absolwentem Wydziału Cybernetyki Wojskowej Akademii Technicznej, którą ukończył w trybie indywidualnym w 1980 r.
Pełnił odpowiedzialne funkcje w instytucjach resortu obrony narodowej zajmujących się nauką i techniką, uzbrojeniem i przemysłem obronnym, współpracą międzynarodową oraz polityką personalną. W latach 1980–89 pracownik naukowo-dydaktyczny Wydziału Cybernetyki Wojskowej Akademii Technicznej. W latach 1989–1992 ekspert ds. uzbrojenia Ministerstwa Współpracy Gospodarczej z Zagranicą. Od 1992 r. pełnił służbę w Departamencie Kadr MON, kierując Biurem Rekonwersji Kadr i Oddziałem Doskonalenia Zawodowego Kadry.
Brał udział w misjach Organizacji Bezpieczeństwa i Współpracy w Europie nadzorujących demokratyczne wybory w Bośni i Hercegowinie.
Od 2001 do 2004 r. służył w Kwaterze Głównej NATO w Brukseli w Międzynarodowym Sztabie Wojskowym. W ramach współpracy sojuszniczej w zakresie uzbrojenia uczestniczył w wypracowywaniu polityki i strategii NATO w zakresie wspólnych badań naukowych i utrzymania przewagi technologicznej w dziedzinie obronności. Reprezentował interesy Komitetu Wojskowego NATO i Międzynarodowego Sztabu Wojskowego w NATO-wskich komitetach, radach, panelach i grupach roboczych związanych z badaniami naukowymi i technologiami wojskowymi. Zapewniał współpracę z Organizacją ds. Badań Naukowych i Technologii Wojskowych NATO, Komitetem Badań Naukowych NATO oraz Komitetem ds. Wyzwań Nowoczesnego Społeczeństwa. Reprezentował Komitet Wojskowy NATO w Radzie Naukowej Centrum Badań Podwodnych NATO.
Od 2004 r. na stanowisku zastępcy, a następnie dyrektora Departamentu Polityki Zbrojeniowej MON. Nadzorował restrukturyzację i konsolidację Wojskowych Przedsiębiorstw Remontowo-Produkcyjnych oraz Jednostek Badawczo-Rozwojowych podległych MON. W relacjach z NATO i Unią Europejską pełnił funkcję Narodowego Dyrektora ds. Badań i Technologii, zastępcy Narodowego Dyrektora ds. Uzbrojenia oraz Krajowego Punktu Kontaktowego Europejskiej Agencji Obrony. Główny negocjator ze strony Polski „Międzyrządowego reżimu stymulującego konkurencyjność Europejskiego Rynku Obronnego”. Odegrał kluczową rolę w tworzeniu priorytetowego dla EDA pilotażowego Programu Wspólnych Badań Naukowych w zakresie ochrony wojsk – tzw. inicjatywy Solany, Wysokiego Przedstawiciela UE ds. Wspólnej Polityki Zagranicznej i Bezpieczeństwa, zwiększenia poziomu i efektywności finansowania prac badawczych UE w obszarze obronności.
Kierował grupą roboczą, w zespole realizującym pierwszy w Polsce Strategiczny Przegląd Obronny, która przygotowała ocenę stanu oraz propozycje strategicznych rozwiązań w obszarze materialnych podstaw funkcjonowania Sił Zbrojnych RP. Reprezentował MON w międzyresortowych zespołach przygotowujących strategie rozwoju polskiego przemysłu obronnego.
W 2007 r. rektor Wojskowej Akademii Technicznej oraz przewodniczący Zespołu Naukowo-Przemysłowego Rady Uzbrojenia.
W 2008 r. na wniosek Wysokiego Przedstawiciela Unii Europejskiej ds. Wspólnej Polityki Zagranicznej i Bezpieczeństwa, decyzją ministrów obrony UE został Zastępcą Dyrektora Wykonawczego Europejskiej Agencji Obrony. Odpowiadał m.in. za obszar zdolności kosmicznych i satelitarnych. Decyzją Catherine Ashton, na przełomie 2010 i 2011 roku przez 4 miesiące pełnił obowiązki Dyrektora Wykonawczego Agencji.
Gen. bryg. Adam Sowa startował w ogłoszonym 4 grudnia 2018 r. przez Kancelarię Prezesa Rady Ministrów konkursie na stanowisko Wiceprezesa ds. Obronnych Polskiej Agencji Kosmicznej, ale przegrał w rywalizacji z pułkownikiem Marcinem Górką.